# Denyce Graves

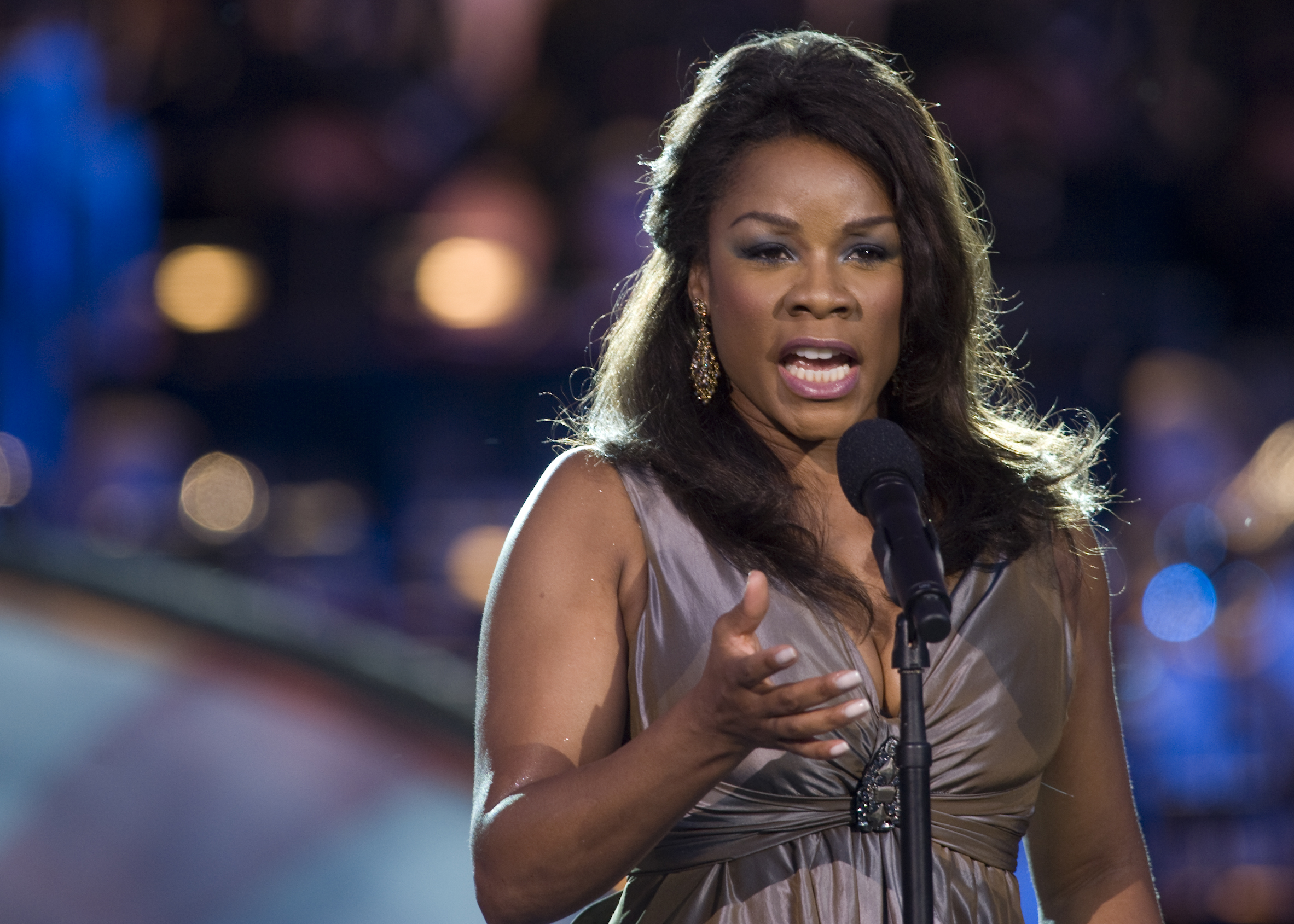
Denyce Graves, 2009

Denyce Graves (* 7. März 1964 in Washington, D.C.) ist eine US-amerikanische Opernsängerin (Mezzosopran).

## Leben
Nachdem sie im Musikunterricht positiv aufgefallen war, bekam sie an der Duke Ellington School eine musikalische Ausbildung. Als 14-Jährige lebte sie für drei Monate als Austauschschülerin in München.
1992 gab sie die Carmen auf dem Ravinia Festival unter der Leitung James Levines, eine Rolle, die sie noch öfter übernahm. So auch 1995 in ihrem ersten Engagement an der Met.
Für Bill Clinton sang sie im Weißen Haus, für George W. Bush zur Amtseinführung. Am 24. September 2001 sang sie in der Washington National Cathedral The Lord’s Prayer und America The Beautiful in Andacht an die Opfer vom 11. September.
2021 wurde Graves in die American Philosophical Society gewählt.

## Engagements
- 1993 Vestalin in Gaspare Spontinis La vestale unter Riccardo Muti, Scala
- 1994 Emilia in Verdis Otello, Opéra Bastille
- 1995 Carmen in Bizets Carmen, Met unter James Levine
- 1997 Baba in Strawinskis The Rake’s Progress unter James Levine, Met
- 2001 Laura in Luisa Miller unter James Levine, Met
- 2002 Judith in Bartóks Herzog Blaubarts Burg unter William Friedkin, Los Angeles Opera
- Dalila in Camille Saint-Saëns’ Samson et Dalila, Covent Garden
- 2004 Carmen auf dem Musikfestival Sevilla unter Carlos Saura
- 2005 Margaret Garner: Titelrolle, Detroit Opera House
- 2006 Grendel in: J. D. McClatchy (Libretto), Elliot Goldenthal (Partitur): Beowulf auf dem Lincoln Center Festival unter Julie Taymor
- 2009 Carmen am Washington National Theatre unter Francesca Zambello
- 2009 Dulcinée in Jules Massenets Don Quichotte, San Diego Opera